# Дубровин, Иван Дмитриевич
Иван Дмитриевич Дубровин (умер в декабре 1776 года) — екатеринбургский купец и промышленник, третий бургомистр Екатеринбургской ратуши (с 1760 по 1762 годы).

## Биография
Иван Дмитриевич Дубровин происходил из сольвычегодских посадских людей. Екатеринбуржцем он стал в 1749 году, в связи с получением его отцом Дмитрием Федоровичем Дубровиным питейного откупа по здешнему ведомству. С этого времени и вплоть до 1758 года Иван участвовал в делах по откупу вместе с отцом и младшими братьями Василием и Михаилом.
Дубровины совместно владели винокурней в Невьянской слободе, а в 1754 году построили первую коммерческую пивоварню в Екатеринбурге. Присущие им методы предпринимательства в винном торге отличались невиданными доселе в заводском ведомстве напором и агрессивностью. Это было и насильное насаждение кабаков, и незаконная продажа вина мастеровым в рабочие дни, и самовольная конфискация винокурного оборудования у крестьян, сопровождавшаяся избиениями и заковкой в кандалы, и самовольный захват в счет долга крестьянских земель, и опережающая скупка зерна у крестьян (до привоза его на заводские мельницы).
Вместе с отцом и братьями Иван владел также двумя пильными мельницами (лесопилками) на реке Реж и полотняной мануфактурой в Невьянской слободе.
Чрезвычайный мирской сход посадских людей избрал его екатеринбургским бургомистром после отрешения от дел Ивана Дмитриевича Долгорукова в декабре 1760 года Обязанности бургомистра Дубровин исполнял крайне непродолжительный срок. Однако за этот период екатеринбургская ратуша добилась освобождения посадских людей от нарядов в заводские работы. Тогда же под давлением горнозаводской администрации оказалась вынуждена дозволить торги и промыслы в Екатеринбурге крестьянам, ссыльным, мастеровым и работным людям, то есть всему непосадскому населению.
В апреле 1767 года Иван Дмитриевич был выбран депутатом от екатеринбургского купечества к составлению нового Уложения — свода общегосударственных судебных законов. Вследствие этого в 1767—1769 годах он принимал участие в работе Всероссийской уложенной комиссии. Наказ, представленный Дубровиным, заключал в себе требования сохранить за купечеством монопольные права на торговлю и предпринимательскую деятельность, ограничить казенные службы и повинности посадского населения, не допускать вмешательства горнозаводской администрации в деятельность ратуши.
После ухода с должности бургомистра он руководил выполнением казенных заказов на судовые канаты и полотно для золотопромывальных заводов на Невьянской мануфактуре, торговал зерном, мукой и салом, брал подряды на продажу продукции частных железоделательных заводов. Вероятно, он участвовал в строительстве семейной салотопни, которая окончательно была достроена его сыном Иваном к 1777 году Документы свидетельствуют, что в 1772—1776 годах он содержал винный откуп по Тобольскому уезду.
Скончался в декабре 1776 г. в Екатеринбурге.